# Jrue Holiday
Jrue Holiday (Los Angeles, Kalifornia, 1990. június 12. –) kétszeres NBA-, és kétszeres olimpiai bajnok amerikai kosárlabdázó, az NBA-ben szereplő Boston Celtics játékosa. Egyetemen a UCLA Bruins csapatában játszott, 2009-ben a Philadelphia 76ers választotta ki az NBA-draft 17. helyén.